# Zionsville
Zionsville es un pueblo ubicado en el condado de Boone en el estado estadounidense de Indiana. En el Censo de 2010 tenía una población de 14160 habitantes y una densidad poblacional de 531,05 personas por km².

## Geografía
Zionsville se encuentra ubicado en las coordenadas 39°57′33″N 86°16′16″O / 39.95917, -86.27111. Según la Oficina del Censo de los Estados Unidos, Zionsville tiene una superficie total de 26.66 km², de la cual 26.57 km² corresponden a tierra firme y (0.37%) 0.1 km² es agua.

## Demografía
Según el censo de 2010, había 14160 personas residiendo en Zionsville. La densidad de población era de 531,05 hab./km². De los 14160 habitantes, Zionsville estaba compuesto por el 94.03% blancos, el 1.24% eran afroamericanos, el 0.15% eran amerindios, el 2.71% eran asiáticos, el 0.01% eran isleños del Pacífico, el 0.5% eran de otras razas y el 1.36% pertenecían a dos o más razas. Del total de la población el 2.15% eran hispanos o latinos de cualquier nacionalidad.